# Pangio fusca
Pangio fusca es una especie de pez de la familia Cobitidae en el orden de los Cypriniformes.

## Morfología
• Los machos pueden llegar alcanzar los 8 cm de longitud total.
- Número de  vértebras: 52-58.[1]

## Hábitat
Vive en zonas de clima tropical.

## Distribución geográfica
Se encuentra en las  cuencas de los ríos  Salween y  Mekong y norte de la península de Malaca en Tailandia y Birmania.